# Alexander Rudolfowitsch Its
Alexander Rudolfowitsch Its (russisch Александр Рудольфович Итс; * 1. Januar 1952 in Leningrad) ist ein russischer Mathematiker. Sein Vater Rudolf Ferdinandowitsch Its war im Zeitraum von 1982 bis 1990 Direktor der Kunstkammer.
Its machte 1974 seinen Diplomabschluss (wissenschaftlicher Leiter Wladimir Borissowitsch Matwejew) und wurde 1977 bei Ludwig Faddejew an der Leningrader Universität  promoviert (Eine exakte Integration der nichtlinearen Schrödingergleichung und der modifizierten Korteweg-de-Vries-Gleichung durch Riemannsche Thetafunktionen). Er war am Steklow-Institut in Leningrad, an dem er sich 1987 habilitierte (russischer Doktortitel), und Professor an der Leningrader Staatlichen Universität. Seit 1993 ist er Professor an der Indiana University in Bloomington und gleichzeitig führender wissenschaftlicher Mitarbeiter der Lehrstuhl für hohe Mathematik und mathematische Physik der Fakultät für Physik der St. Petersburger Staatlicher Universität.
Its befasst sich mit der Theorie integrabler Systeme und Evolutionsgleichungen mit Methoden der algebraischen Geometrie (und Riemann-Hilbert-Theorie), mit Spektraltheorie von Differentialoperatoren, speziellen Funktionen, orthogonalen Polynomen und Zufallsmatrizen.
1981 erhielt er den Preis der Leningrader Mathematischen Gesellschaft. 1976 erhielt er mit Boris Dubrowin und Igor Kritschewer den Preis der Moskauer Mathematischen Gesellschaft. 2002 war er Hardy Fellow der London Mathematical Society. Er ist Fellow der American Mathematical Society.
Zu seinen Doktoranden zählt Alexander Bobenko.

## Schriften
- Herausgeber mit Pavel Bleher: Random matrix models and their applications, Cambridge University Press 2001
- mit Eugene Belokolos, Alexander Bobenko, Viktor Enolskii, Vladimir Borisovich Matveev: Algebro-geometric approach to nonlinear integrable equations, Springer Verlag 1994
- Herausgeber mit John Harnad: Isomonodromic deformations and applications in physics, American Mathematical Society 2002 (Workshop CRM, Montreal, 2000)